# Emil Heusinger von Waldegg
Emil Heusinger von Waldegg (ur. 22 października 1880 w Themar, zm. 8 grudnia 1966 w Bad Godesbergu) - niemiecki oficer Kaiserliche Marine i Reichsmarine, szef Głównego Urzędu Marynarki, admirał Kriegsmarine. 

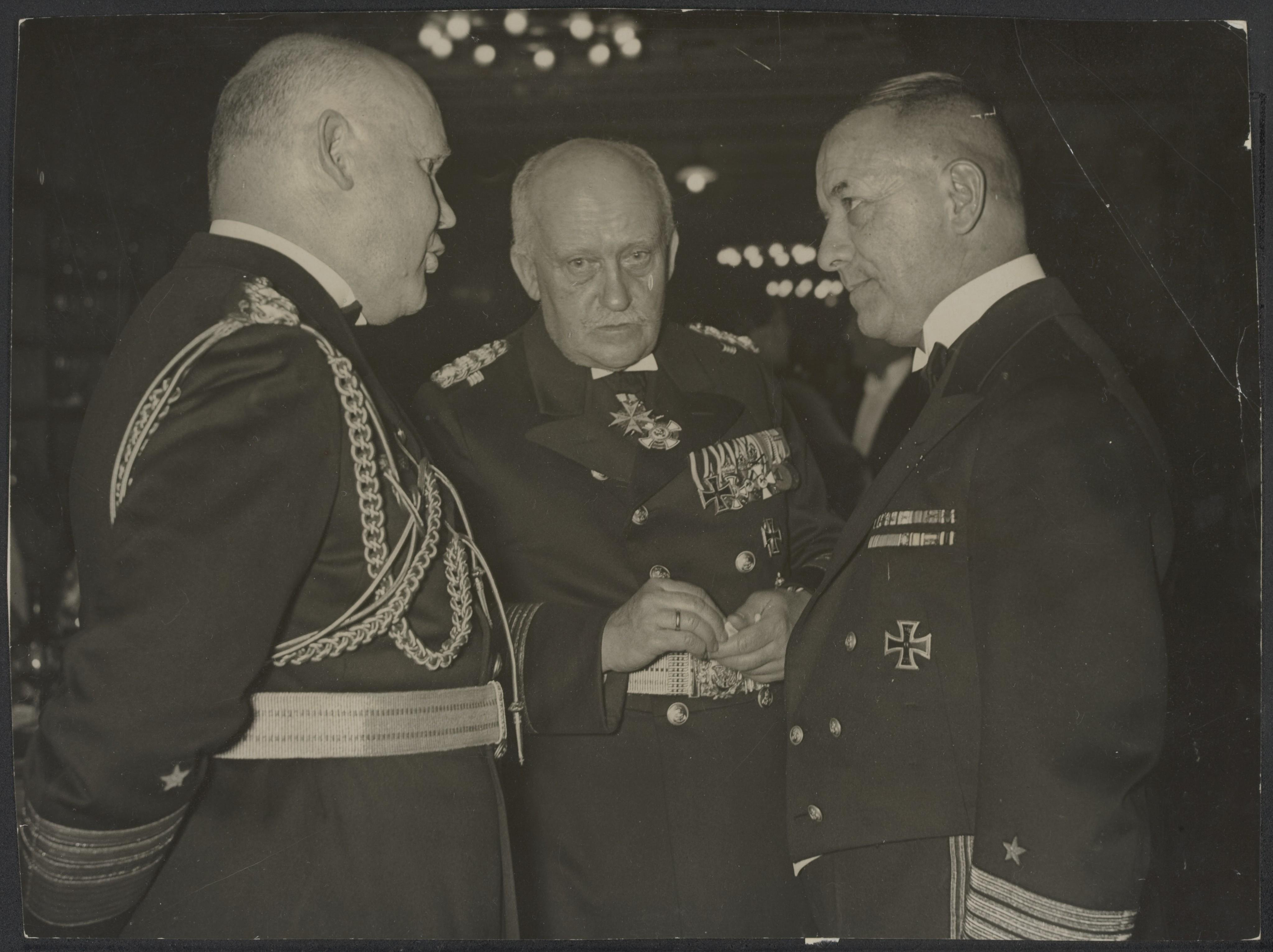
Admirał Emil Heusinger von Waldegg (po lewej) oraz admirałowie Adolf von Trotha i Erich Raeder.

## Życiorys
Do Cesarskiej Marynarki Wojennej wstąpił w kwietniu 1900 roku. Jego pierwszym przydziałem była służba w Azji, w bazie morskiej w Tsingtau, na pokładzie krążownika pancernego SMS "Fürst Bismarck", a następnie na pokładzie krążownika pancernopokładowego SMS "Hertha". W 1904 roku powrócił do Niemiec. W latach 1905-1909 służył na okrętach szkolnych SMS "Mars" i SMS "König Wilhelm". Następnie przeniesiony na pancernik SMS "Westfalen". 12 lutego 1910 awansowany na stopnień kapitana marynarki (niem. Kapitänleutnant). Od 1912 roku oddelegowany do służby w Sztabie Admiralicji, a w trakcie I wojny światowej był oficerem w sztabie Hochseeflotte. W 1917 roku przeszedł szkolenie na okręcie podpwodnym i w tym samym roku objął dowództwo okrętu SM U-25. Po zakończeniu wojny wstąpił do nowopowstałej Reichsmarine. W latach 1919-1922 przydzielony do Departamentu Marynarki Wojennej. W tym czasie był odpowiedzialny za prowadzenie śledztwa w sprawie Puczu Kappa-Lüttwitza. Następnie służył w Dowództwie Floty Morza Północnego, a w 1925 powrócił do służby w Admiralicji. W latach 1927-1928 objął dowództwo nad okrętem Hessen. Od 1929 roku pełnił funkcję szefa sztabu w Dowództwie Marynarki Wojennej. 1 października 1930 roku awansował do stopnia kontradmirała. W latach 1930-1935 był szefem Głównego Urzędu Marynarki Wojennej. W stan spoczynku przeszedł 30 września 1935 roku w stopniu admirała.

## Odznaczenia
Odznaczenia adm. Heusingera von Waldegg to między innymi:
- Krzyż Żelazny I klasy (Prusy)
- Krzyż Żelazny II klasy (Prusy)
- Odznaka za Służbę Wojskową (Prusy)
- Krzyż Fryderyka Augusta I klasy (Oldenburg)
- Bremeński Krzyż Hanzeatycki (Brema)
- Krzyż Zasługi Wojennej (Saksonia-Meiningen)